# Liomerinae
De Liomerinae zijn een onderfamilie van krabben (Brachyura) uit de familie Xanthidae.

## Systematiek
De Liomerinae omvatten de volgende geslachten:
- Actiomera Ng, Guinot & Davie, 2008
- Bruciana Serène, 1977
- Liomera Dana, 1851
- Lipkemera Davie, 2010
- Neoliomera Odhner, 1925
- Paraliomera Rathbun, 1930

### Uitgestorven
- † Neomeria C.-H. Hu & Tao, 1996